# Papinianus

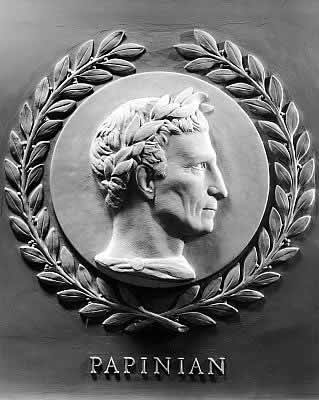
Relief av Papinian i sessionssalen för USA:s representanthus.

Aemilius Papinianus, vanligtvis känd bara som Papinianus, född ca 142 i Emesa, Syrien, död 212 i Rom, var en framstående romersk jurist och kejserlig administratör under Septimius Severus regering. Han var i egenskap av magister libellorum ansvarig för till kejsaren riktade framställningar, och i egenskap av advocatus fisci en av de högsta tjänstemännen i skatteförvaltningen. 

## Biografi
Om Papinianus bakgrund är det bekant att han var av syrisk härkomst och född i Emesa och att han var släkt med Septimius Severus hustru Julia Domna, som var en medlem av den kungliga familjen av Emesa.
Enligt en uppgift i Historia Augusta studerade han juridik tillsammans med Septimius Severus för Quintus Cervidius Scaevola. 
Papinianus var en nära vän till Septimius Severus. År 205 efterträdde han Gaius Fulvius Plautianus som praetorianprefekt. År 207 åtföljde han kejsaren till provinsen Britannia år 207, där han var stationerad i Eboracum. Han blev i något skede utnämnd till advocatus fisci, med ansvar för skatteförvaltningen och rikets egendomar. I egenskap av magister libellorum ansvarig hade han ansvaret för till kejsaren riktade framställningar. 
Före sin död utsåg Septimius Severus sina söner Caracalla och Geta till sina efterträdare, men bad Papinianus vägleda dem. Rivaliteten mellan bröderna hade hunnit bli ett problem och det var bara en tidsfråga innan ett brodermord skulle begås. Caracalla kunde inte nöja sig med att dela på makten. Papinianus ansträngningar att medla mellan bröderna framkallade bara hat hos Caracalla, som efter mordet på brodern även beordrade den framstående juristens död. Han halshöggs och hans kropp släpades genom gatorna i Rom.

## Författarskap
Mycket av Papinianus produktion har gått förlorat, och det som finns kvar är väldigt litet jämfört med andra jurister såsom Ulpianus eller Julius Paulus. De viktigaste verken av Papinianus inkluderar Quaestiones i 37 böcker (skrivna före 198), nitton böcker om Responsa (skriven någon gång mellan 204 och hans död), två böcker om Definitiones, två böcker De adulteriis och några andra verk. Den kortaste av dessa är Αστυνόμικος (Stadsadministration), som var en handbok om tullar för kommissionärer på gator och broar.

## Eftermäle
Papinianus var en, av de av romarna mest hyllade, av romerska jurister, som gav tredje årets juridikstudenter benämningen "Papinianistae" (”de som är värdiga att studera Papinian"). Tillsammans med Gaius, Paulus, Modestinus och Ulpianus, blev han en av de fem jurister vars samlade synpunkter ansågs avgörande för lagen citeringar. Deras synpunkter skulle senare anses de enda lämpliga att citeras som primära källor för Codex Theodosianus och Corpus iuris civilis, och förutsatte att Papinians åsikter rådde när de fyra andra juristerna inte var eniga. Den franske juristen Jacques Cujas skrev senare att "det var aldrig så stor advokat innan och kommer heller någonsin inte att vara efter honom".